# Riu Saint Johns
El Riu Saint Johns, en anglès:St. Johns River, és el riu de més llargada, amb 500 km, de l'estat de Florida, Estats Units. El seu desnivell des de la capçalera a la desembocadura és de menys de 9 metres. Com la majoria de cursos d'aigua de Florida té una taxa de flux molt baixa (0,13 m/s). És un dels pocs rius dels Estats Units que discorre cap al nord. Presenta nombrosos llacs.
Té una conca de drenatge de 22.900 km² i és un dels principals aiguamolls de l'interior de Florida. Està separat en tres conques principals pel Llac George i el riu Ocklawaha, tots ells gestionats pel St. Johns River Water Management District.
Entre els amerindis que vivien a la riba d'aquest riu es troben els Timucua i Mocama.Més tard aparegueren els colonitzadors francesos i espanyols, els Seminola, els esclaus i els homes lliures, els, Florida crackers, els turistes i els jubilats. Aquest riu ha estat un tema pels escriptors William Bartram, Marjorie Kinnan Rawlings i Harriet Beecher Stowe.
El riu St. Johns està classificat com un dels 14 American Heritage Rivers el 1998 però va ser inclòs també en la llista dels rius més amenaçats (America's Ten Most Endangered Rivers) el 2008.

## Geografia i ecologia
Flueix cap al nord des del seu naixement cap al Lake Wales Ridge, l'únic lloc un poc elevat (9 metres)

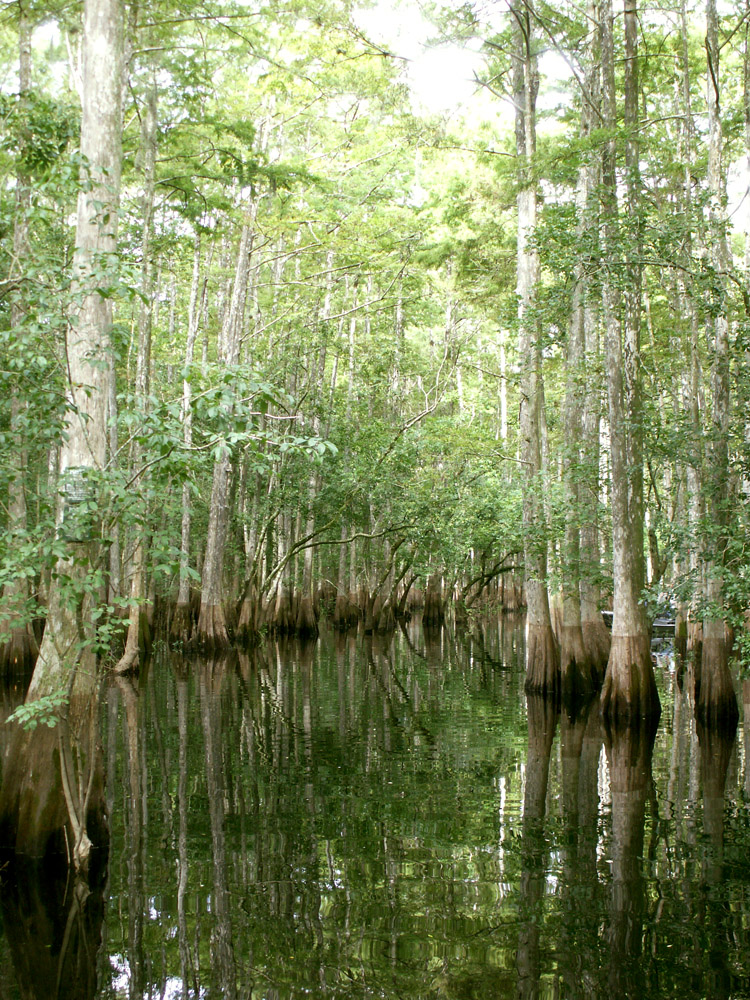
Xipresos calbs a Tosohatchee Wildlife Management Area que mostren marques fosques en els seus troncs pel lux de l'aigua

Els invertebrats de la zona pantanosa són la base de la cadena tròfica. Hi ha cargols poma de Florida (Pomacea paludosa), cranc de riu, i crustacis de l'herba també copèpodes i amfípodes que s'alimenten d'algues microscòpiques i mescles de periphyton. Els mosquits alimenten odonats.
Entre els vertebrats, i ha nombroses espècies de granotes, salamandres, serps i tortugues. A més de rèptils com el Alligator mississippiensis. Hi ha uns 0.000 ocells. Entre ells l'ibis blanc (Eudocimus albus), la cigonya de la fusta (Mycteria americana), i la porpra (Porphyrio martinica)